# بيت عثمان (مدينة حجة)

تعديل مصدري - تعديل

بيت عثمان هي إحدى قرى عزلة حملان بمديرية مدينة حجة التابعة لمحافظة حجة، بلغ تعداد سكانها 200 نسمة حسب تعداد اليمن لعام 2004.